# Bunchosia odorata
Bunchosia odorata är en tvåhjärtbladig växtart som först beskrevs av Nikolaus Joseph von Jacquin, och fick sitt nu gällande namn av Antoine Laurent de Jussieu. Bunchosia odorata ingår i släktet Bunchosia och familjen Malpighiaceae. Inga underarter finns listade i Catalogue of Life.